# Икскюли
Икскю́ли (фон Икску́ль, нем. Uexküll или Üxküll, швед. Yxkull или Uxkull) — древний немецкий род, происходящий из Бременского архиепископства. Восходит к племенной аристократии штедингов. Позднее они переселились, прежде всего, в Прибалтику, а также в Швецию, Баден и Вюртемберг.

## История

### Происхождение
Первоначальное наименование рода — Бардевиш. Существование этого рода документально подтверждено с начала XIII столетия. Бардевиши были министериалами Бременского архиепископства. Их родовое гнездо Бардевиш находилось в штедингских болотах на левом берегу Везера, примерно в 15 км к северо-западу от Бремена, в современном муниципалитете Лемвердер (район Везермарш, Нижняя Саксония). В этом поселении уже в 1245 г., вскоре после покорения штедингов, функционировала церковь.
Впервые в документах упоминается рыцарь Иоганн де Бардевиш, 26 июля 1229 г. проживавший в Дюнамюнде. Он был отчимом покойного Конрада Мейендорфа Младшего и вассалом рижского архиепископа Альберта II, от которого он в 1257 году получил лен Икскюль, первый опорный пункт немцев в Прибалтике, и Кальве, область Селонии. C этого момента он стал использовать название своего имения как родовое имя Икскюль.
Род Икскюлей внесён в матрикулы Эстляндской и Лифляндской губерний.

## Представители
- Икскюль, Генрих (умер в 1456) — епископ ревельский в 1419—1456 гг.
- Икскуль, Отто (умер в 1600) — шведский фельдмаршал.
- Икскуль, Бернард Иоганн (Борис Васильевич; 1762—1827) — сенатор, ландрат, гражданский губернатор Эстляндской губернии.
- Икскуль, Пётр Логинович — Георгиевский кавалер; подполковник; № 2994; 1 июня 1815.
- Икскуль, Роман Логинович — Георгиевский кавалер; капитан; № 2554 (1188); 21 марта 1813.
- Икскуль, Юлия Шарлотта (?—1866) — русская поэтесса.
- Икскюль, Якоб фон (1864—1944) — биолог и биосемиотик, правнук Бернарда Иоганна.